# USS Gherardi (DD-637)
Эскадренный миноносец «Герарди» (англ. USS Gherardi (DD-637)) — американский эсминец типа Gleaves.
Заложен на верфи Philadelphia Navy Yard, Филадельфия 16 сентября 1941 года. Спущен 12 февраля 1942 года, вступил в строй 15 сентября 1942 года.
С 15 ноября 1944 года быстроходный тральщик DMS-30.
С 15 июля 1955 года снова эсминец DD 637.
Выведен в резерв 17 декабря 1955 года. Из ВМС США исключён 1 июня 1971 года.
Потоплен 3 июня 1973 года как цель близ побережья Пуэрто-Рико.